# Watts River (Solly River)
Der Watts River ist ein Fluss im äußersten Südwesten des australischen Bundesstaates Tasmanien.

## Geografie

### Flusslauf
Der etwas mehr als 19 Kilometer lange Watts River entspringt an den Nordhängen der Sticht Hills, im äußersten Süden des Southwest-Nationalparks. Von dort fließt er nach Nord-Nordosten und mündet rund vier Kilometer südöstlich des Harrys Bluff in den Solly River.

### Nebenflüsse mit Mündungshöhen
Der Watts River hat folgende Nebenflüsse:
- Ration Creek – 55 m